# Emanuel Filibert van Savoye (1528-1580)
Emanuel Filibert (Chambéry, 8 juli 1528 – Turijn, 30 augustus 1580), bijnaam: de IJzeren Kop, was van 1553 tot 1580  hertog van Savoye en van 1555 tot 1559 landvoogd van de Habsburgse Nederlanden.

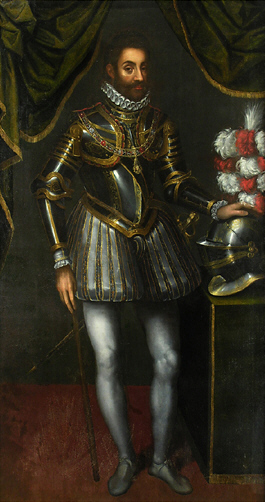
Emanuel Filibert van Savoye - Contemporain portret uit het atelier van Scipione Pulzone

Emanuel Filibert was het enige kind van Karel III van Savoye en Beatrix van Portugal dat de kindertijd overleefde. Zijn moeder was een schoonzus van keizer Karel V. De toekomstige hertog diende in het leger van Karel V tijdens de oorlog tegen Frans I van Frankrijk en onderscheidde zich hierbij door in juli 1553 Hesdin in te nemen. Een maand later werd hij door het overlijden van zijn vader hertog, maar dit was bijna een lege titel, omdat de meerderheid van zijn land sinds 1536 door de Fransen bezet werd. Hij bleef de Habsburgers dienen, hopend zijn land terug te krijgen, en diende onder Filips II als landvoogd van de Nederlanden van 1555 tot 1559. In deze functie leidde hij persoonlijk de Spaanse invasie van Noord-Frankrijk en behaalde een mooie overwinning bij Saint-Quentin in augustus 1557. Hij was een huwelijkskandidaat van koningin Elizabeth I toen haar zus koningin Maria I regeerde. Hij had toen amper geld.
Na de Vrede van Cateau-Cambrésis tussen Frankrijk en Spanje in 1559 kreeg hij het hertogdom terug en trouwde hij met Margaretha van Frankrijk (1523-1574), de zus van koning Hendrik II. Hun enige kind was Karel Emanuel I van Savoye.
Emanuel Filibert bleef daarna bezig om terug te krijgen wat verloren was gegaan in de oorlogen met Frankrijk. Als kundig politiek strateeg profiteerde hij van het geruzie in Europa en kreeg langzamerhand gebied terug van de Fransen en de Spanjaarden, waaronder Turijn. Hij verloor wel definitief het Zwitserse Vaud, dat onder de controle van het kanton Bern kwam.
Hij kocht ook twee gebieden. Hij verplaatste de hoofdstad van het hertogdom van Chambéry naar Turijn en verving het Latijn als officiële taal door het Italiaans. Hij was bezig het markizaat van Saluzzo te bemachtigen toen hij op 52-jarige leeftijd overleed.

## Voorouders
| Overgrootouders | Lodewijk van Savoye (1413-1465) ∞ Anna van Lusignan (1419-1462)     | Lodewijk van Savoye (1413-1465) ∞ Anna van Lusignan (1419-1462)     | Jan II van Brosse (1423–1485) ∞ Nicole van Châtillon (1424–)        | Jan II van Brosse (1423–1485) ∞ Nicole van Châtillon (1424–)        | Ferdinand van Viseu (1433–1470) ∞ Beatrix van Portugal (1430–1506)  | Ferdinand van Viseu (1433–1470) ∞ Beatrix van Portugal (1430–1506)  | Ferdinand II van Aragon (1452–1516) ∞ Isabella I van Castilië (1451–1504) | Ferdinand II van Aragon (1452–1516) ∞ Isabella I van Castilië (1451–1504) | Ferdinand II van Aragon (1452–1516) ∞ Isabella I van Castilië (1451–1504) | Ferdinand II van Aragon (1452–1516) ∞ Isabella I van Castilië (1451–1504) |
| Grootouders     | Filips II van Savoye (1438-1497) ∞ Claudia van Brosse (1450-1513)   | Filips II van Savoye (1438-1497) ∞ Claudia van Brosse (1450-1513)   | Filips II van Savoye (1438-1497) ∞ Claudia van Brosse (1450-1513)   | Filips II van Savoye (1438-1497) ∞ Claudia van Brosse (1450-1513)   | Emanuel I van Portugal (1469–1521) ∞ Maria van Aragón (1482–1517)   | Emanuel I van Portugal (1469–1521) ∞ Maria van Aragón (1482–1517)   | Emanuel I van Portugal (1469–1521) ∞ Maria van Aragón (1482–1517)         | Emanuel I van Portugal (1469–1521) ∞ Maria van Aragón (1482–1517)         |                                                                           |                                                                           |
| Ouders          | Karel III van Savoye (1486-1553) ∞ Beatrix van Portugal (1504-1538) | Karel III van Savoye (1486-1553) ∞ Beatrix van Portugal (1504-1538) | Karel III van Savoye (1486-1553) ∞ Beatrix van Portugal (1504-1538) | Karel III van Savoye (1486-1553) ∞ Beatrix van Portugal (1504-1538) | Karel III van Savoye (1486-1553) ∞ Beatrix van Portugal (1504-1538) | Karel III van Savoye (1486-1553) ∞ Beatrix van Portugal (1504-1538) | Karel III van Savoye (1486-1553) ∞ Beatrix van Portugal (1504-1538)       | Karel III van Savoye (1486-1553) ∞ Beatrix van Portugal (1504-1538)       |                                                                           |                                                                           |